# 이가사 크리스티

《이가사 크리스티》는 1995년 3월 10일부터 1995년 6월 30일까지 방영된 SBS의 드라마이며 개그맨과 코믹 연기자를 결합시킨 같은 채널 코믹 수사물 《두 형사》의 인기에 영향받아 기획되었으나 《미스터리 멜로》등 이 당시 방영된 추리물이 부진을 면치 못한 점을 감안하여 정공법을 피하고 신세대 취향의 코믹터치로 접근했다는 평가가 있었으며 이 해 방영된 주간 시추에이션물과 마찬가지로 1년을 버티지 못했는데 1992년 5월 종영된 《여성극장》이후 정규 단막극을 한동안 편성하지 않은 것이 컸다.
한편, 송윤아가 KBS 슈퍼탤런트 1기(공채 17기) 개최(95년 3월 25일) 직전 해당 작품과 KBS 2TV 《드라마게임》'쌍꺼풀' 등에 출연했지만 본인(송윤아) 뿐 아니라 박상아 등 KBS 공채 17기 출신이 대부분의 공채 탤런트들과 마찬가지로 과거 TV 연속극에 고정출연했거나 단막극 또는 단역 연기로 브라운관에 얼굴을 비쳤던 터라 참신성에서 'F학점'을 받기도 했다.

## 제작진
- 극본 : 김인영, 이규형, 최용욱
- 연출 : 문정수

## 주요 출연진
- 김희선 - 이가사 크리스티(이준희) 역
- 윤영준 - 장재진 역
- 김정현 - 김혁 역
- 김예분 - 오미인 역

## 방영 목록
| 회차 | 방송일          | 에피소드                           | 극본   | 출연자 |
| ---- | --------------- | ---------------------------------- | ------ | --- |
| 1회  | 1995년 3월 10일 | Kiss Kiss Kiss                     | 이규형 | 김희선, 윤영준, 김정현, 김예분, 전유성, 이영범, 김호영, 선우용녀, 문용민, 서혜린, 왕상원, 윤진영, 박성희, 송윤아, 박남현, 박상도(특별출연)                           |
| 2회  | 1995년 3월 17일 | Pretty Woman                       | 이규형 | 김희선, 윤영준, 김정현, 김예분, 전유성, 강태기, 김호영, 선우용녀, 권도경, 박성희, 라재웅, 김남주, 서창민(특별출연)                                                   |
| 3회  | 1995년 3월 24일 | Streets Of Fire                    | 이규형 | 김희선, 윤영준, 김정현, 김예분, 최상훈, 박진성, 황범식, 서학, 김일란, 이상숙, 성동일, 박병선, 정민, 송수빈, 김창완(아역)                                             |
| 4회  | 1995년 3월 31일 | Lady In Red                        | 김인영 | 김희선, 윤영준, 김정현, 김예분, 전유성, 최상훈, 김호영, 선우용녀, 박진성, 문창길, 김을동, 박승호, 이진아, 최용팔, 순동운, 김유철, 김용헌, 송윤아, 김홍표, 유준상     |
| 5회  | 1995년 4월 7일  | The Godmother                      | 최용욱 | 김희선, 윤영준, 김정현, 김예분, 전유성, 최상훈, 김호영, 선우용녀, 박진성, 송윤아, 이낙훈, 김영옥, 박용식, 박영목, 문회원, 정승호, 이한수, 남성진, 권도경, 김정아     |
| 6회  | 1995년 4월 14일 | Final Count Down                   | 이규형 | 김희선, 윤영준, 김정현, 김예분, 전유성, 최상훈, 김호영, 선우용녀, 박진성, 송윤아, 박상조, 기정수, 신국, 윤예희, 김희정, 성명신, 운기호                               |
| 7회  | 1995년 4월 21일 | Keep Yourself Alive (살아 있어라)  | 김인영 | 김희선, 윤영준, 김정현, 김예분, 김호영, 선우용녀, 최상훈, 박진성, 이낙훈, 김영옥, 김석옥, 서영진, 양영준, 김형중, 강영아, 김동삼, 이경아, 송윤아, 오수경(아역)       |
| 8회  | 1995년 4월 28일 | EYE WITNESS (목격자)               | 최용욱 | 김희선, 윤영준, 김정현, 김예분, 김호영, 선우용녀, 전유성, 최상훈, 박진성, 강유일, 박종설, 이원종, 서상의, 고희준, 김용승, 한영수, 조재훈, 김기현, 박칠용, 최정(아역) |
| 9회  | 1995년 5월 12일 | Q & A                              | 이규형 | 김희선, 윤영준, 김정현, 김예분, 노경주, 박태호, 김주명, 정민, 한상희, 김명진                                                                                         |
| 10회 | 1995년 5월 19일 | SEA OF LOVE                        | 이규형 | 김희선, 윤영준, 김정현, 김예분, 최상훈, 한영수, 이승형, 정신우, 김지연, 현규환, 이하얀                                                                               |
| 11회 | 1995년 5월 26일 | THE BEAUTY And BEAST (미녀와 야수) | 김인영 | 김희선, 윤영준, 김정현, 김예분, 최상훈, 박진성, 정하완, 정수영, 이진아, 김동완, 김주명, 원준                                                                         |
| 12회 | 1995년 6월 2일  | 누명                               | 최용욱 | 김희선, 윤영준, 김정현, 김예분, 최상훈, 박진성, 김봉근, 서권순, 문창길, 이병철, 곽정희, 안상희, 최유미, 이정민(아역)                                                 |
| 13회 | 1995년 6월 9일  | BECAUSE I LOVE YOU                 | 이규형 | 김희선, 윤영준, 김정현, 김예분, 최상훈, 박진성, 박영목, 한영수, 박현정, 순동운, 유준상                                                                               |
| 14회 | 1995년 6월 16일 | ABRACADABRA(아브라카다브라)        | 김인영 | 김희선, 윤영준, 김정현, 김예분, 최상훈, 박진성, 박영목, 이병철, 황범식, 김은영, 조재훈, 박용우, 김정, 강수영, 현규환, 민경조                                         |
| 15회 | 1995년 6월 23일 | Love Hurts                         | 최용욱 | 김희선, 윤영준, 김정현, 김예분, 최상훈, 박진성, 박영수, 김효원, 기정수, 이상숙, 유명숙, 진운성, 홍성희                                                               |
| 16회 | 1995년 6월 30일 | THE SPY                            | 김인영 | 김희선, 윤영준, 김정현, 김예분, 최상훈, 박진성, 박승호, 정수영, 이승형, 원준, 신귀식, 이병철                                                                         |

## 결방
- 1995년 5월 5일 - 특집 <신세대 자유선언> 편성[8]

- <이가사 크리스티> 전회차 무료보기